# Lijst van gemeenten in het departement Lot
Hieronder volgt een lijst van de 340 gemeenten (communes) in het Franse departement Lot (departement 46).

## A
Albas
- Albiac
- Alvignac
- Anglars
- Anglars-Juillac
- Anglars-Nozac
- Arcambal
- Les Arques
- Assier
- Aujols
- Autoire
- Aynac

## B
Bach
- Bagat-en-Quercy
- Bagnac-sur-Célé
- Baladou
- Bannes
- Le Bastit
- Beaumat
- Beauregard
- Béduer
- Bélaye
- Belfort-du-Quercy
- Belmont-Bretenoux
- Belmontet
- Belmont-Sainte-Foi
- Berganty
- Bessonies
- Bétaille
- Biars-sur-Cère
- Bio
- Blars
- Boissières
- Le Boulvé
- Le Bourg
- Boussac
- Le Bouyssou
- Bouziès
- Bretenoux
- Brengues

## C
Cabrerets
- Cadrieu
- Cahors
- Cahus
- Caillac
- Cajarc
- Calamane
- Calès
- Calviac
- Calvignac
- Cambayrac
- Cambes
- Camboulit
- Camburat
- Caniac-du-Causse
- Capdenac
- Carayac
- Cardaillac
- Carennac
- Carlucet
- Carnac-Rouffiac
- Cassagnes
- Castelfranc
- Castelnau-Montratier
- Catus
- Cavagnac
- Cazals
- Cazillac
- Cénevières
- Cézac
- Cieurac
- Comiac
- Concorès
- Concots
- Condat
- Corn
- Cornac
- Cours
- Couzou
- Cras
- Crayssac
- Crégols
- Cremps
- Cressensac
- Creysse
- Cuzac
- Cuzance

## D
Dégagnac
- Douelle
- Duravel
- Durbans

## E
Escamps
- Esclauzels
- Espagnac-Sainte-Eulalie
- Espédaillac
- Espère
- Espeyroux
- Estal

## F
Fajoles
- Fargues
- Faycelles
- Felzins
- Figeac
- Flaugnac
- Flaujac-Gare
- Flaujac-Poujols
- Floirac
- Floressas
- Fons
- Fontanes
- Fontanes-du-Causse
- Fourmagnac
- Francoulès
- Frayssinet
- Frayssinet-le-Gélat
- Frayssinhes
- Frontenac

## G
Gagnac-sur-Cère
- Gignac
- Gigouzac
- Gindou
- Ginouillac
- Gintrac
- Girac
- Glanes
- Gorses
- Goujounac
- Gourdon
- Gramat
- Gréalou
- Grézels
- Grèzes

## I
Issendolus
- Issepts

## J
Les Junies

## L
Labastide-du-Haut-Mont
- Labastide-du-Vert
- Labastide-Marnhac
- Labastide-Murat
- Labathude
- Laburgade
- Lacam-d'Ourcet
- Lacapelle-Cabanac
- Lacapelle-Marival
- Lacave
- Lachapelle-Auzac
- Ladirat
- Lagardelle
- Lalbenque
- Lamagdelaine
- Lamativie
- Lamothe-Cassel
- Lamothe-Fénelon
- Lanzac
- Laramière
- Larnagol
- Laroque-des-Arcs
- Larroque-Toirac
- Lascabanes
- Latouille-Lentillac
- Latronquière
- Lauresses
- Lauzès
- Laval-de-Cère
- Lavercantière
- Lavergne
- Lebreil
- Lentillac-du-Causse
- Lentillac-Saint-Blaise
- Léobard
- Leyme
- Lherm
- Lhospitalet
- Limogne-en-Quercy
- Linac
- Lissac-et-Mouret
- Livernon
- Loubressac
- Loupiac
- Lugagnac
- Lunan
- Lunegarde
- Luzech

## M
Marcilhac-sur-Célé
- Marminiac
- Martel
- Masclat
- Mauroux
- Maxou
- Mayrac
- Mayrinhac-Lentour
- Mechmont
- Mercuès
- Meyronne
- Miers
- Milhac
- Molières
- Montamel
- Le Montat
- Montbrun
- Montcabrier
- Montcléra
- Montcuq
- Montdoumerc
- Montet-et-Bouxal
- Montfaucon
- Montgesty
- Montlauzun
- Montredon
- Montvalent

## N
Nadaillac-de-Rouge
- Nadillac
- Nuzéjouls

## O
Orniac

## P
Padirac
- Parnac
- Payrac
- Payrignac
- Pern
- Pescadoires
- Peyrilles
- Pinsac
- Planioles
- Pomarède
- Pontcirq
- Pradines
- Prayssac
- Prendeignes
- Promilhanes
- Prudhomat
- Puybrun
- Puyjourdes
- Puy-l'Évêque

## Q
Les Quatre-Routes-du-Lot
- Quissac

## R
Rampoux
- Reilhac (Lot)
- Reilhaguet
- Reyrevignes
- Rignac (Lot)
- Le Roc
- Rocamadour
- Rouffilhac
- Rudelle
- Rueyres

## S
Sabadel-Latronquière
- Sabadel-Lauzès
- Saignes
- Saillac
- Sainte-Alauzie
- Saint-Bressou
- Saint-Caprais
- Saint-Céré
- Saint-Cernin
- Saint-Chamarand
- Saint-Chels
- Saint-Cirgues
- Saint-Cirq-Lapopie
- Saint-Cirq-Madelon
- Saint-Cirq-Souillaguet
- Saint-Clair
- Sainte-Colombe (Lot)
- Sainte-Croix
- Saint-Cyprien
- Saint-Daunès
- Saint-Denis-Catus
- Saint-Denis-lès-Martel
- Saint-Félix
- Saint-Germain-du-Bel-Air
- Saint-Géry
- Saint-Hilaire
- Saint-Jean-de-Laur
- Saint-Jean-Lagineste
- Saint-Jean-Lespinasse
- Saint-Jean-Mirabel
- Saint-Laurent-les-Tours
- Saint-Laurent-Lolmie
- Saint-Martin-de-Vers
- Saint-Martin-Labouval
- Saint-Martin-le-Redon
- Saint-Matré
- Saint-Maurice-en-Quercy
- Saint-Médard
- Saint-Médard-de-Presque
- Saint-Médard-Nicourby
- Saint-Michel-de-Bannières
- Saint-Michel-Loubéjou
- Saint-Pantaléon
- Saint-Paul-de-Vern
- Saint-Paul-de-Loubressac
- Saint-Perdoux
- Saint-Pierre-Lafeuille
- Saint-Pierre-Toirac
- Saint-Projet
- Saint-Sauveur-la-Vallée
- Saint-Simon
- Saint-Sozy
- Saint-Sulpice
- Saint-Vincent-du-Pendit
- Saint-Vincent-Rive-d'Olt
- Salviac
- Sarrazac
- Sauliac-sur-Célé
- Saux
- Sauzet
- Sénaillac-Latronquière
- Sénaillac-Lauzès
- Séniergues
- Sérignac
- Sonac
- Soturac
- Soucirac
- Souillac
- Soulomès
- Sousceyrac
- Strenquels

## T
Tauriac
- Terrou
- Teyssieu
- Thédirac
- Thégra
- Thémines
- Théminettes
- Tour-de-Faure
- Touzac
- Trespoux-Rassiels

## U
Ussel
- Uzech

## V
Vaillac
- Valprionde
- Valroufié
- Varaire
- Vaylats
- Vayrac
- Vers
- Viazac
- Vidaillac
- Le Vigan
- Villesèque
- Vire-sur-Lot